# Coupe des clubs champions européens 1961-1962
Navigation
Édition précédente Édition suivante
La Coupe des clubs champions européens 1961-1962 a vu la victoire du Benfica, qui conserve ainsi son titre acquis en 1961.
29 équipes de 28 associations de football ont pris part à la compétition qui s'est terminée le 2 mai 1962 par la finale au Stade Olympique à Amsterdam.

## Tour préliminaire
| Équipe 1                     | Résultat | Équipe 2                    | Aller | Retour |
| ---------------------------- | -------- | --------------------------- | ----- | ------ |
| CCA                          | 0 - 2    | FK Austria Vienne           | 0 - 0 | 0 - 2  |
| 1. FC Nuremberg VfL          | 9 - 1    | Drumcondra FC               | 5 - 0 | 4 - 1  |
| Servette FC 1890             | 7 - 1    | Hibernians FC               | 5 - 0 | 2 - 1  |
| CDNA Sofia                   | 5 - 6    | VTJ Dukla Prague            | 4 - 4 | 1 - 2  |
| IFK Göteborg                 | 2 - 11   | SC Feijenoord               | 0 - 3 | 2 - 8  |
| KS Górnik Zabrze             | 5 - 10   | Tottenham Hotspur FC        | 4 - 2 | 1 - 8  |
| Vasas SC                     | 1 - 5    | Real Madrid CF              | 0 - 2 | 1 - 3  |
| CA Spora Luxembourg          | 2 - 15   | B 1913 Odense               | 0 - 6 | 2 - 9  |
| Sporting Club Portugal       | 1 - 3    | FK Partizan                 | 1 - 1 | 0 - 2  |
| Panathinaïkos AO             | 2 - 3    | Juventus FC                 | 1 - 1 | 1 - 2  |
| ASK Vorwärts Berlin          | 3 - 0    | Linfield FC                 | 3 - 0 | -      |
| AS Monaco FC                 | 4 - 6    | Rangers FC                  | 2 - 3 | 2 - 3  |
| Royal Standard Club Liégeois | 4 - 1    | Fredrikstad FK              | 2 - 1 | 2 - 0  |
| Fenerbahçe SK                | exempté  |                             | -     | -      |
| Haka Valkeakoski             | exempté  |                             | -     | -      |
| SL Benfica                   | exempté  | en tant que tenant du titre | -     | -      |

## Huitièmes de finale
| Équipe 1                     | Résultat | Équipe 2             | Aller | Retour |
| ---------------------------- | -------- | -------------------- | ----- | ------ |
| FK Austria Vienne            | 2 - 6    | SL Benfica           | 1 - 1 | 1 - 5  |
| Fenerbahçe SK                | 1 - 3    | 1. FC Nuremberg VfL  | 1 - 2 | 0 - 1  |
| Servette FC 1890             | 4 - 5    | VTJ Dukla Prague     | 4 - 3 | 0 - 2  |
| SC Feijenoord                | 2 - 4    | Tottenham Hotspur FC | 1 - 3 | 1 - 1  |
| B 1913 Odense                | 0 - 12   | Real Madrid CF       | 0 - 3 | 0 - 9  |
| FK Partizan                  | 1 - 7    | Juventus FC          | 1 - 2 | 0 - 5  |
| ASK Vorwärts Berlin          | 2 - 6    | Rangers FC           | 1 - 2 | 1 - 4  |
| Royal Standard Club Liégeois | 7 - 1    | Haka Valkeakoski     | 5 - 1 | 2 - 0  |

## Quarts de finale
| Équipe 1                     | Résultat | Équipe 2             | Aller | Retour | Appui |
| ---------------------------- | -------- | -------------------- | ----- | ------ | ----- |
| 1. FC Nuremberg VfL          | 3 - 7    | SL Benfica           | 3 - 1 | 0 - 6  | -     |
| VTJ Dukla Prague             | 2 - 4    | Tottenham Hotspur FC | 1 - 0 | 1 - 4  | -     |
| Juventus FC                  | 2 - 4    | Real Madrid CF       | 0 - 1 | 1 - 0  | 1 - 3 |
| Royal Standard Club Liégeois | 4 - 3    | Rangers FC           | 4 - 1 | 0 - 2  | -     |

## Demi-finales
| Équipe 1       | Résultat | Équipe 2                     | Aller | Retour |
| -------------- | -------- | ---------------------------- | ----- | ------ |
| SL Benfica     | 4 - 3    | Tottenham Hotspur FC         | 3 - 1 | 1 - 2  |
| Real Madrid CF | 6 - 0    | Royal Standard Club Liégeois | 4 - 0 | 2 - 0  |

## Finale
| Finale                          | SL Benfica                                                  | 5 – 3   | Real Madrid CF     |                                                                                  |                                                                                  |
| Mercredi 2 mai 1962 19 h 30 CET | Águas 25e · Cavém 33e · Coluna 50e · Eusébio 64e (pen.) 69e | (2 - 3) | 18e 23e 39e Puskás | Stade olympique d'Amsterdam, Amsterdam Spectateurs : 61 257 Arbitrage : Leo Horn | Stade olympique d'Amsterdam, Amsterdam Spectateurs : 61 257 Arbitrage : Leo Horn |
| Mercredi 2 mai 1962 19 h 30 CET | Rapport                                                     |         |                    | Stade olympique d'Amsterdam, Amsterdam Spectateurs : 61 257 Arbitrage : Leo Horn | Stade olympique d'Amsterdam, Amsterdam Spectateurs : 61 257 Arbitrage : Leo Horn |